# Édouard Renault-Morlière
Pour les articles homonymes, voir Renault-Morlière.
Édouard-Pierre Renault-Morlière, (27 février 1833, à Ernée (Mayenne) - 5 mars 1901, à Hyères), est un militaire français.

## Biographie
Il est issu d'une famille bourgeoise dont un ascendant a été administrateur de la Mayenne en 1793. Il est le fils d'Edouard Renault-Morlière, propriétaire et d'Adèle Leray-Prairie. Son père est conseiller général du canton d'Ernée (1863-1871), et adjoint au maire d'Ernée. Son frère aîné est Amédée Renault-Morlière.
Il entre à l'École militaire le 11 novembre 1851, et fait la campagne d'Italie (1859) avec le grade de sous-lieutenant dans la garde impériale ; celle de 1870 comme capitaine de hussards. Il sert en Afrique du 16 avril 1875 au 3 novembre 1877 et est nommé lieutenant-colonel du 1er régiment de dragons le 4 août 1878, colonel au 6e régiment de chasseurs (1881), puis au 12e régiment de hussards (1882), directeur de la Direction de la cavalerie et général de brigade le 6 juillet 1886.
Mis en disponibilité sur sa demande le 21 juillet 1887, il devint membre du comité technique de cavalerie, puis en 1894 inspecteur général de cavalerie, jusqu'à son classement dans la section de réserve le 27 février 1898. Il est commandeur de la Légion d'honneur depuis le 10 juillet 1896.
Il est mort à Hyères le 5 mars 1901 et a été inhumé au cimetière de Charné.
En 1919, sa veuve est l'une des propriétaires du Courrier du Maine.

## Source
« Édouard Renault-Morlière », dans Alphonse-Victor Angot et Ferdinand Gaugain, Dictionnaire historique, topographique et biographique de la Mayenne, Laval, A. Goupil, 1900-1910 [détail des éditions] (BNF 34106789, présentation en ligne)